# Qualea calantha
Qualea calantha är en tvåhjärtbladig växtart som beskrevs av Pilger. Qualea calantha ingår i släktet Qualea och familjen Vochysiaceae. Inga underarter finns listade i Catalogue of Life.